# 颱風北冕 (2019年)
颱風北冕（英語：Typhoon Kammuri，國際編號：1928，聯合颱風警報中心：WP292019，菲律賓大氣地球物理和天文服務管理局：Tisoy，马新地区称：卡穆里）是2019年太平洋颱風季第28個被命名的風暴。「北冕」（カンムリ）一名由日本提供，即北冕座。
因應「北冕」對菲律賓的嚴重破壞，菲律賓提出除名的要求，並於2020年2月舉行的第52次颱風委員會會議上獲該會接納。新名由「天琴」取代。

## 發展過程

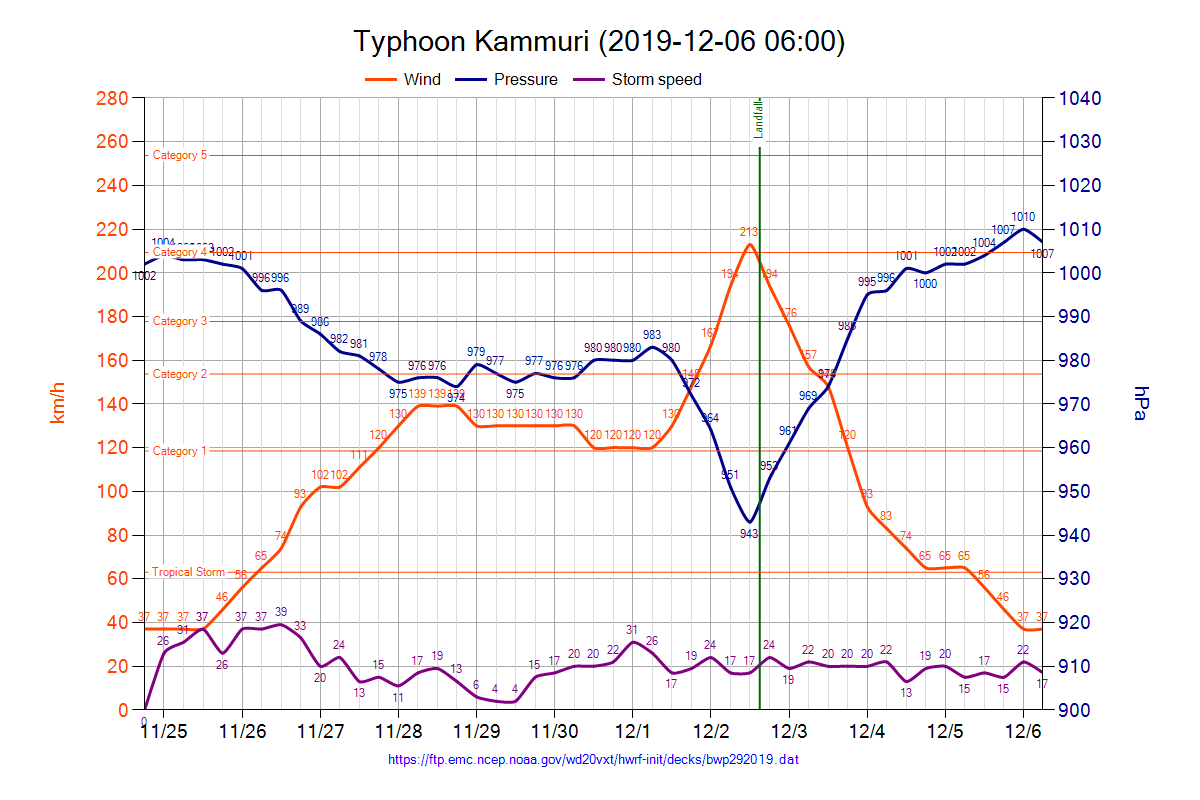

11月23日上午5時15分，一個熱帶擾動在馬紹爾群島附近海域生成，美國海軍研究實驗室給予擾動編號94W。
11月24日上午10時半，聯合颱風警報中心將其評級提升為「中」。下午8時，日本氣象廳將其升為熱帶低氣壓。
11月25日下午5時，聯合颱風警報中心將其評級提升為「高」，並對其發布熱帶氣旋形成警報。下午8時，日本氣象廳對其發布烈風警報。同時，台灣中央氣象局將其升格為熱帶低氣壓，給予編號34，並對其發布路徑預測。
11月26日上午5時，聯合颱風警報中心將其升為熱帶性低氣壓，給予熱帶氣旋編號29W。上午8時，日本氣象廳將其升格為熱帶風暴，給予國際編號1928，並命名「北冕」。同時，台灣中央氣象局將其升格為輕度颱風。下午2時，聯合颱風警報中心將其升格為熱帶風暴。下午4時，香港天文台在天氣圖上將北冕標示為熱帶風暴。下午10時，香港天文台在天氣圖上將北冕中心風速標示為每小時65公里。
11月27日下午2時，日本氣象廳將其升格為強烈熱帶風暴。
11月28日凌晨2時，聯合颱風警報中心將其升格為颱風。上午8時，日本氣象廳將其升格為颱風。同時，台灣中央氣象局將其升格為中度颱風。
12月2日上午5時，中國國家氣象中心將其升格為強颱風。上午8時，香港天文台將其升格為強颱風。下午5時，中國國家氣象中心將北冕升格為超強颱風。晚間8時，香港天文台將其升格為超強颱風。晚間11時，菲律賓大氣地球物理和天文服務管理局宣布北冕於索索貢省的古巴特登陸。
12月6日上午12時，日本氣象廳將其降為熱帶低氣壓。上午5時，聯合颱風警報中心對其發布最後警告。
下午2時，日本氣象廳認為其已消散。

### 事後調整
中國國家氣象中心在2020年4月20日下午發出的最佳路徑中，把巔峰強度由超強颱風下調為強颱風，風速下調至每秒50公尺（每小時180公里），氣壓上調至940百帕，並把升格為颱風的時間大幅調後。而聯合颱風警報中心在2020年9月發表的最佳路徑中，將其巔峰上調至120節（約220公里/每小時）。

## 影響

### 菲律賓
當地發出之最高颱風警報：三號風暴信號
11月30日下午5時，北冕進入菲律賓大氣地球物理和天文服務管理局責任範圍，菲律賓大氣地球物理和天文服務管理局將其命名為Tisoy，並對東薩馬省、北薩馬省發出一號風暴信號，並於6小時後對薩馬省、比利蘭省及位於呂宋島的卡坦端內斯省、阿爾拜省、索索貢省發出一號風暴信號。
12月1日上午11時，菲律賓大氣地球物理和天文服務管理局對北薩馬省、東薩馬省、卡坦端內斯省發出二號風暴信號，並於隔日上午5時對卡坦端內斯省發出三號風暴信號。
北冕挾帶狂風豪雨侵襲菲律賓，造成部分地區停班停課，不少樹木及電線杆倒塌，有的地方水深甚至到達屋頂，至少17人死亡。首都馬尼拉國際機場基於安全考量準備關閉半天。水災和土石流警示發布後，約有50萬人撤離。 
離開菲律賓的陸地後，由於北冕的強度已減弱至強烈熱帶風暴之強度，菲律賓大氣地球物理和天文服務管理局於4日上午5時解除三號風暴信號。上午11時，解除所有信號。

### 中國大陸
當地發佈之最高熱帶氣旋警告信號： 颱風藍色預警信號
在12月3日上午6時發布颱風藍色預警信號。
在12月5日上午10時解除颱風藍色預警信號。

#### 海南
當地發佈之最高熱帶氣旋警告信號： 颱風黃色預警信號
在12月3日下午4時10分發布颱風黃色預警信號。

## 永久除名
由於北冕在菲律賓造成災難性破壞，颱風委員會決定將「北冕」除名，新名由「天琴」取代。

## 熱帶氣旋警告使用記錄

### 菲律賓
| 菲律賓大氣地球物理和天文服務管理局 風暴信號 | 菲律賓大氣地球物理和天文服務管理局 風暴信號 | 菲律賓大氣地球物理和天文服務管理局 風暴信號 |
| ------------------------------------------- | ------------------------------------------- | ------------------------------------------- |
| 上一熱帶氣旋                                | 一號風暴信號                                | 下一熱帶氣旋                                |
| 強烈熱帶風暴鳳凰                            | 一號風暴信號                                | 颱風巴蓬                                    |
| 颱風海鷗                                    | 二號風暴信號                                | 颱風巴蓬                                    |
| 颱風海鷗                                    | 三號風暴信號                                | 颱風巴蓬                                    |

### 中國大陸
| 国家气象中心 颱風預警信號 | 国家气象中心 颱風預警信號 | 国家气象中心 颱風預警信號 |
| ------------------------- | ------------------------- | ------------------------- |
| 上一熱帶氣旋              | 颱風藍色預警信號          | 下一熱帶氣旋              |
| 颱風海鷗                  | 颱風藍色預警信號          | 強颱風巴蓬                |

## 外部連結
| 太平洋颱風季             |
| 主題頁 - 專題 - 編輯指南 |

- （日語）日本氣象廳首頁 （页面存档备份，存于）
- （英文）美國聯合颱風警報中心首頁 （页面存档备份，存于）
- （简体中文）中國國家氣象中心首頁 （页面存档备份，存于）
- （繁體中文）臺灣中央氣象局首頁 （页面存档备份，存于）
- （繁體中文）香港天文台首頁 （页面存档备份，存于）
- （繁體中文）澳門地球物理暨氣象局首頁 （页面存档备份，存于）
- （英文）菲律賓大氣地球物理和天文管理局首頁 （页面存档备份，存于）